# Ловера, Альберто
Альберто Ловера (исп. Alberto Lovera, 1923—1965) — деятель венесуэльского коммунистического движения, один из руководителей Коммунистической партии Венесуэлы (КПВ). Активный участник борьбы с диктатурами Переса Хименеса, Бетанкура и Леони.
Принимал участие в вооруженной борьбе, развернутой Компартией в начале 60-х годов. 18 октября 1965 был схвачен агентами режима Леони и после жесточайших пыток убит.
Народный певец Венесуэлы Али Примера посвятил ему свою песню «Alberto Lovera hermano»